# Гранатман, Владимир Владимирович
Влади́мир Влади́мирович Грана́тман (25 марта 1901, Ковно — не ранее 1986) — советский кинорежиссёр и сценарист, заслуженный деятель искусств РСФСР (1968).

## Биография
Родился в Ковно (ныне Каунас) Российской империи. После окончания реального училища обучался в Государственном институте истории искусств в Ленинграде.
Согласно записи в наградном листе, смолоду участвовал в боях с десантом П. Врангеля, в боях по подавлению восстания М. Фостикова и Г. Захарченко, а также в борьбе с бандитизмом на Северном Кавказе.
Кинематографическую биографию начал в 20-годы в компании Александра Зархи, Иосифа Хейфица и Михаила Шапиро, вместе дебютировавших на студии «Пролеткульт» с фильмом «Песнь о металле» (1928). Затем работал на Ленинградской фабрике «Союзкино», «Лентехфильме».
5 июля 1941 года призван в ряды Красной армии. Командиром взвода разведки командующего артиллерией 49-го стрелкового корпуса участвовал в боевых операциях Ленинградского, Воронежского, Степного, 2-го Украинского фронтов, а затем и на Дальнем Востоке. Имел ранение под городом Пушкин (1942). За проявленные доблесть и мужество неоднократно награждался орденами и медалями.
После демобилизации вернулся в Ленинград, где продолжил работу на студии «Леннаучфильм».
Член ВКП(б) с 1944 года. Член Союза кинематографистов (Ленинградское отделение).
Скончался не ранее августа 1986 года.

## Фильмография

### Режиссёр
- 1928 — Песнь о металле (совместно с А. Зархи, И. Хейфицем и М. Шапиро)[8]
- 1950 — Русский свет
- 1960 — На сцене куклы (мультфильм)[9]
- 1961 — Кто делал игрушки
- 1963 — Адмирал корабельной науки[10]
- 1963 — Идёт наступление[11]
- 1972 — Большевики в годы Гражданской войны и интервенции[12]
- 1972 — Большевики в феврале 1917 года[13]
- 1973 — Борьба партии в условиях двоевластия
- 1974 — Партия в начальный период Великой Отечественной войны (цикл История КПСС)[14]
- 1974 — Смоленское сражение. Год — 1941[15]
- 1975 — Коммунистическая партия — организатор победоносного завершения Великой Отечественной войны (цикл История КПСС)[16]
- 1975 — Ты помнишь, Ладога…[17]
- 1976 —  Коммунистическая партия — организатор коренного перелома в ходе Великой Отечественной войны (цикл История КПСС)[18]

### Сценарист
- 1928 — Луна слева (совместно с А. Зархи, И. Хейфицем и М. Шапиро, фильм не сохранился)[8]
- 1928 — Песнь о металле (совместно с М. Шапиро, И. Хейфицем и А. Зархи)
- 1930 — Есть, капитан! (совместно с А. Ивановым, М. Шапиро)
- 1932 — Три солдата (совместно с Б. Липатовым, А. Ивановым)

## Награды и звания
- медаль «За боевые заслуги» (25 октября 1943)[2];
- орден Красной Звезды (29 октября 1943)[19];
- орден Славы III степени (30 мая 1944)[4];
- медаль «За оборону Ленинграда» (22 декабря 1942)[20];
- орден Отечественной войны II степени (21 января 1945)[21];
- медаль «За победу над Германией в Великой Отечественной войне 1941—1945 гг.» (9 мая 1945)[22];
- орден Отечественной войны II степени (18 сентября 1945)[23];
- заслуженный деятель искусств РСФСР (13 марта 1968)[24][25];
- орден Отечественной войны I степени (1 августа 1986)[26].

## Комментарии
1. ↑  В Справочнике Союза кинематографистов СССР, отражающем состав СК СССР по состоянию на 1 августа 1986 года, имя В. В. Гранатмана присутствует[7].